# Askja

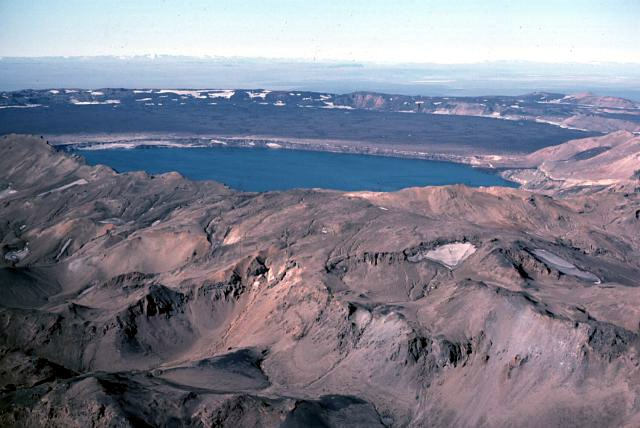
Askjas kaldera.

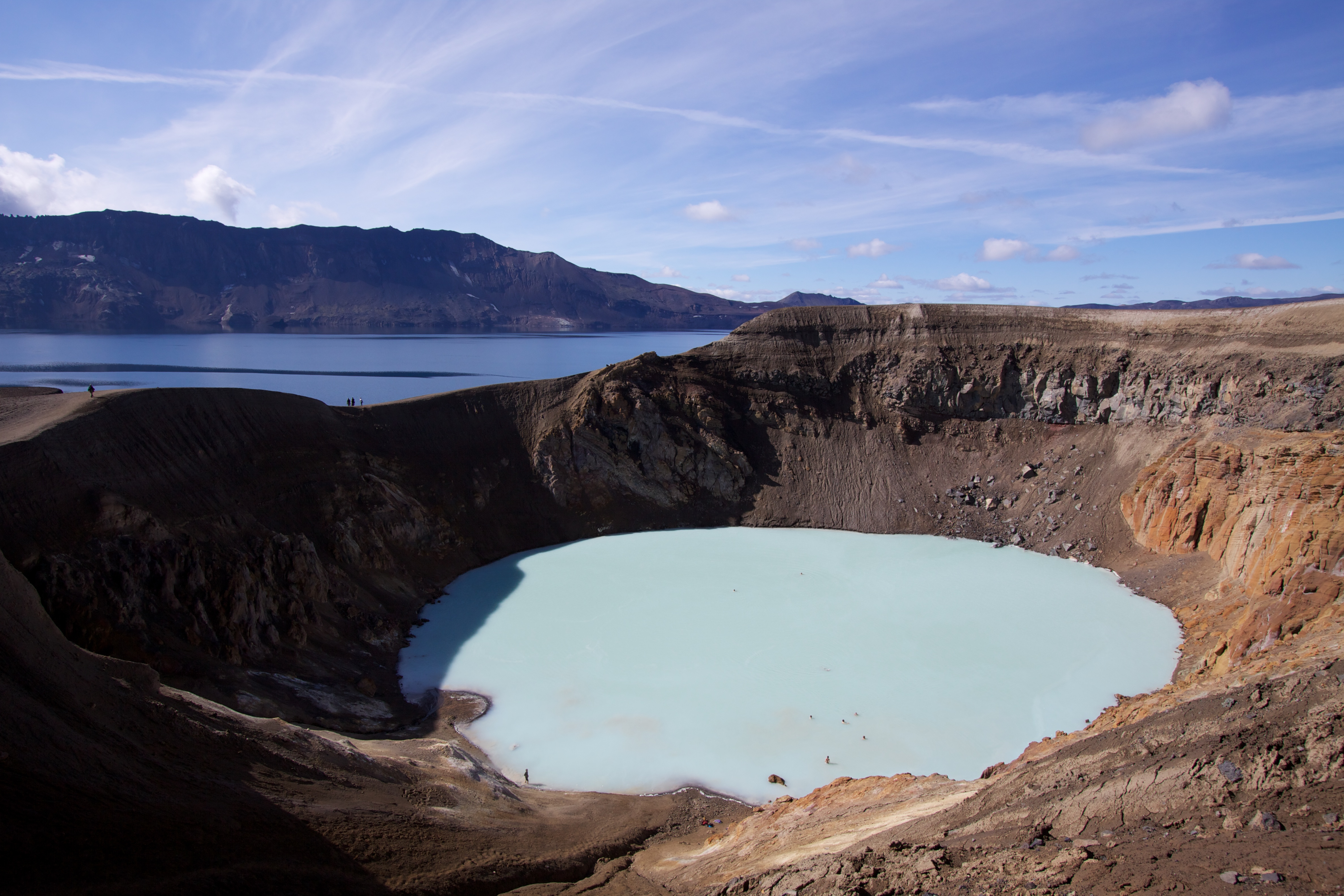
Viti, geotermiskt uppvärmd sjö vid Askja.

Askja är en av Islands största vulkaner. Den innehåller en 55 km² stor kaldera och är belägen norr om Vatnajökull.

## Historik
Det största utbrottet i modern tid inleddes den 28 mars 1875. Askmolnet från utbrottet nådde västra Norge cirka 45 timmar och Stockholm cirka 57 timmar senare på förmiddagen den 30 mars. Askpartiklarna från utbrottet är idag en värdefull tidsmarkör i torvmarker och sjösediment från Uppland och Värmland i söder till Jämtland i norr. Ett mindre känt utbrott från Askja inföll i början av holocen, för cirka 11 000 år sedan. Från det utbrottet har tefra (vulkanaska) påträffats i sjösediment på Irland, på Färöarna, i norra Norge samt i Blekinge.